# 寇梦碧
寇梦碧（1917年—1990年），名泰逢，男，天津人，中国学者、词人，曾任中华诗词学会顾问，天津诗词社社长。